# Национальная ассамблея Никарагуа
Национальная ассамблея Республики Никарагуа (исп. Asamblea Nacional de la República de Nicaragua) — законодательный орган Никарагуа. Состоит из одной палаты. 92 депутата, которые избираются прямым всеобщим голосованием на 5-летний срок, из них 20 избираются по всей стране, и 70 — от округов и автономных областей; двое — не избираются, одним является президент, правивший предыдущие пять лет, вторым — проигравший кандидат в президенты, набравший наибольшее (вслед за победителем) количество голосов.

## Состав

### 2011—2016 годы
По результатам выборов 2011 года в Национальной ассамблее Никарагуа представлены три партии:
- Сандинистский фронт национального освобождения (придерживается специфической идеологии левого традиционализма, лидер Даниэль Ортега) — 63 мандата;
- Независимая либеральная партия (правоцентристская оппозиционная, лидер Эдуардо Монтеалегре) — 27 мандатов;
- Либерально-конституционная партия (правоцентристская, сотрудничающая с правительством, лидер Арнольдо Алеман) — 2 мандата.